# Vegeta (kryddblandning)

En förpackning med Vegeta.

Vegeta är ett varumärke för kryddblandning som tillverkas av det kroatiska livsmedelsföretaget Podravka. Produkten skapades av professorn Zlata Bartl år 1958 och började saluföras år 1959 med namnet "Vegeta 40". Produkten saluförs i fyrtio länder världen över, däribland Sverige, och är en av Podravkas internationellt mest igenkännbara produkter.        
Vegeta används främst som smakförstärkare i olika maträtter, däribland sallader, grytor, soppor, kött-, fisk- och fågelrätter.  
Vegeta tillverkas främst vid Podravkas fabrik i Koprivnica samt vid företagets dotterbolag i Polen. Tillverkning under licens förekommer i Österrike och Ungern.